# Sepänsaari, Raseborg
Sepänsaari är en halvö i Finland. Den ligger i sjön Bruksträsket och i kommunen Raseborg i den ekonomiska regionen  Raseborg  och landskapet Nyland, i den södra delen av landet, 70 km väster om huvudstaden Helsingfors.